# 谢尔盖·卡梅舍夫
謝爾蓋·奧萊克西約維奇·卡梅舍夫（羅馬化：Serhii Oleksiiovych Kamyshev；1956年4月8日—2021年2月14日），乌克兰政治人物、外交官，乌克兰驻华大使。

## 简历
- 1977－1990年，在苏联乌克兰顿涅茨克国有煤矿企业中担任不同职务[3]
- 1990－1991年，顿涅茨克市基洛夫区人大常委会副主任
- 1991－1993年，俄罗斯联邦外交部外交学院就读。
- 1993－1994年，顿涅茨克企业与实体董事会国际关系首席顾问
- 1994年3月－6月，乌克兰外交部国际经济，科学和技术合作部一等秘书
- 1994－1998年，乌克兰驻埃及阿拉伯共和国大使馆一等秘书，参赞
- 1998－2001年，公使衔参赞，乌克兰驻黎巴嫩共和国临时代办和驻阿拉伯叙利亚共和国临时代办（非常驻）
- 2001－2002年，乌克兰外交部第五领土司司长（亚洲及太平洋，中东和非洲）
- 2002－2003年，乌克兰外交部总干事，双边合作司司长
- 2003－2004年，乌克兰外交部无所任大使
- 2004－2009年，乌克兰驻中华人民共和国特命全权大使[4]，乌克兰驻蒙古大使（非常驻）[5]
- 2009－2010年，乌克兰外交部领事部主任
- 2010－2011年，乌克兰内阁副部长
- 2011－2014年，乌克兰内阁秘书处副主任
- 2019年8月－12月，乌克兰总统办公室主任顾问
- 2019年12月18日－2021年2月14日，乌克兰驻中华人民共和国特命全权大使[6]，因心脏病发作去世，終年64岁。